# Ablaichkasten
Ein Ablaichkasten ist eine Vorrichtung, um lebendgebärende Fische im Aquarium nach dem Ablaichen daran zu hindern, ihren Nachwuchs zu fressen. Es handelt sich um eine in das Aquarium einhängbare Kiste, in deren oberer Sektion der Mutterfisch untergebracht ist. Durch ein Gitter fallen die bewegungsunfähigen Jungfische in die untere Sektion. Dem Mutterfisch wird es so unmöglich gemacht, seine Jungen zu erreichen.